# Suwałki-corridor

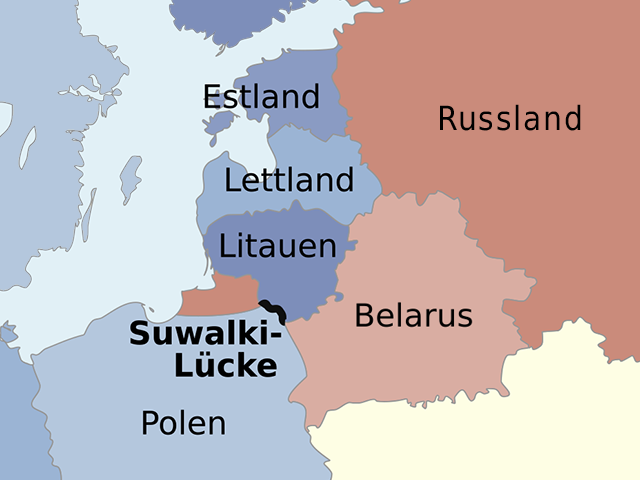
De Baltische regio, met in het zwart “Suwalki-Lücke” (Suwalki-kloof).

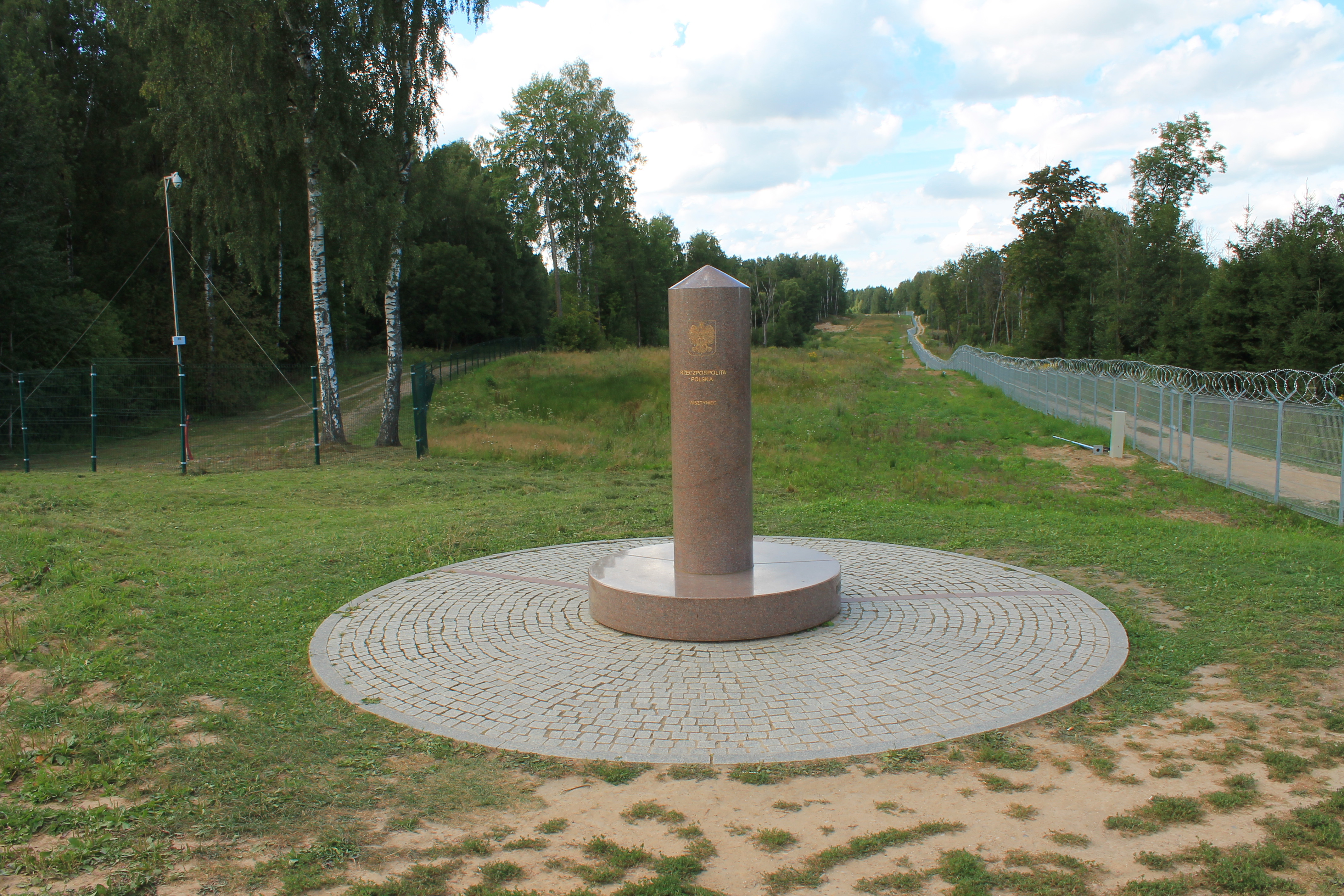
Monument bij het drielandenpunt Rusland-Polen-Litouwen.

De Suwałki-corridor of Suwalki-kloof (Wit-Russisch: сувалкскі калідор, geromaniseerd: suvalkskі kalidor; Litouws: Suvalkų koridorius; Pools: przesmyk suwalski of korytarz suwalski; Russisch: сувалкский коридор, geromaniseerd: suvalkskiy koridor) verwijst in NAVO-terminologie naar een dunbevolkt gebied onmiddellijk ten zuidwesten van de grens tussen Litouwen en Polen. Het gebied is genoemd naar de Poolse stad Suwałki, waar in 1920 het Verdrag van Suwałki werd ondertekend, na de Pools-Litouwse oorlog. 
Het is de enige landverbinding tussen de Baltische staten en de andere NAVO-partners, en scheidt tevens het grondgebied van de Russische exclave Kaliningrad van Wit-Rusland. Dit knelpunt is daarom van groot strategisch en militair belang geworden sinds Polen en de Baltische staten zijn toegetreden tot de Noord-Atlantische Verdragsorganisatie (NAVO).
De corridor is in vogelvlucht slechts 65,4 km lang (100 km over de weg), van het  drielandenpunt Litouwen-Polen-Rusland (Kaliningrad) in het noordwesten tot het drielandenpunt Litouwen-Polen-Wit-Rusland in het zuidoosten. De laatste 12 kilometer in het zuidoosten volgen de sterk meanderende loop van de Marycha, een zijriviertje in het Memel-bekken. 